# Upega
Upega is een plaats (frazione) in de Italiaanse gemeente Briga Alta.